# Playlist: The Very Best of Destiny's Child
Playlist: The Very Best of Destiny's Child es el segundo álbum recopilatorio de la banda estadounidense de R&B Destiny's Child. Se lo publicó el 9 de octubre de 2012 a través del sello Columbia Records, lo que coincide con el aniversario decimoquinto de la formación del grupo.

## Origen y publicación
El 7 de julio de 2012, Mathew Knowles reveló que la banda se reunirá tras una larga pausa: «Aún tenemos nuestra empresa conjunta con Sony, y en noviembre, sacaremos dos catálogos de grabaciones de Destiny's Child con nuevo material». During la entrevista, también mencionó planes sobre una posible gira. Luego se confirmó que el disco se titularía Playlist: The Very Best of Destiny's Child y sería un álbum recopilatorio. Columbia Records lo publicó el 9 de octubre de 2012.

## Crítica
Stephen Thomas Erlewine del sitio Allmusic le dio a Playlist: The Very Best of Destiny's Child cuatro estrellas y media de cinco y opinó que este disco y #1's resultaron ser «excelentes resúmenes de las grandes y mejores mujeres del grupo de R&B de su momento». James Robertson de la revista Daily Mirror describió al disco como «increíble» y agregó: «a diferencia de otros álbumes que recíclan buenas canciones para entregar algo de su nuevo material [de] porquería es realmente impresionante»-

## Lista de canciones
1. «Bootylicious»
2. «Bug a Boo» (H-town Screwed Mix)
3. «Emotion» (The Neptunes Remix)
4. «Jumpin', Jumpin'»
5. «Independent Women Part I» (#1's Edit)
6. «Say My Name» (#1's Edit)
7. «No, No, No, Pt. 2»
8. «Survivor» (#1's Edit)
9. «Lose My Breath»
10. «So Good»
11. «Girl»
12. «Bills, Bills, Bills» (#1's Edit)
13. «Soldier» (Radio Edit)
14. «Illusion»

- Fuente:[1]